# Roland Ratzenberger
Roland Ratzenberger (n. 4 iulie 1960, Salzburg, Austria – d. 30 aprilie 1994, Bologna, Italia) a fost un pilot de Formula 1 care a decedat în urma accidentului suferit în calificările pentru Marele Premiu al Republicii San Marino, cu o zi înaintea accidentului lui Ayrton Senna.

## Cariera în Formula 1
| Sezon | Echipă          | Puncte | Loc clasament general |
| ----- | --------------- | ------ | --------------------- |
| 1994  | MTV Simtek Ford | 0      | -                     |